# Von Chrismar

Familiewapen

Von Chrismar is een van oorsprong Tirols geslacht waarvan leden sinds 1975 tot de Nederlandse adel behoren.

## Geschiedenis
De stamreeks begint met de landbouwer Hans Krismar uit Landeck (Tirol) die tussen 1649 en 1678 wordt vermeld. Zijn achterkleinzoon, Franz Anton (1696-1752) werd op 14 september 1745 verheven in de Rijksadelstand door keurvorst Maximiliaan Joseph III als rijksvicaris.
Een directe afstammeling, Ernst Arnold Eugen Philipp von Chrismar (1901-1985) trouwde in 1926 met een Nederlandse en vestigde zich in Nederland. Een zoon uit diens tweede huwelijk, mr. ing. Klaus Heinrich August von Chrismar (1943), werd op 1 december 1975 ingelijfd in de Nederlandse adel en daarmee de stamvader van het Nederlandse adellijke geslacht.